# Districte de Mianwali
El districte de Mianwali (urdú: ضلع میانوالی) és una divisió administrativa del Panjab (Pakistan). La capital és Mianwali.

## Dades geogràfiques i administratives
Segons el cens del 1998 la població és d'1.056.620 habitants la majoria hindkos. La superfície és de 5.840 km². Administrativament està format per tres tehsils i 56 Union Councils.
| Nom del Tehsil | Nombre d'Unions |
| -------------- | --------------- |
| Isakhel        | 14              |
| Mianwali       | 28              |
| Piplan         | 14              |
| Total          | 56              |

Les ciutats principals són Kalabagh, Kundian, Isa Khel, Ding Khola (Khanqah Sirrajia), Kundian, Paikhel, Piplan, Kamar Mushani, Mochh, Rokhri, Harnoli, Musa Khel, Zimri, Wan Bhachhran, Daud Khel i la capital Mianwali.

## Clima
| Mes                 | Jan | Feb | Mar | Apr | May | Jun | Jul | Aug | Sep | Oct | Nov | Dec | Year |
| ------------------- | --- | --- | --- | --- | --- | --- | --- | --- | --- | --- | --- | --- | ---- |
| pro-mig (màxima) °C | 19  | 21  | 26  | 33  | 38  | 42  | 39  | 37  | 37  | 33  | 28  | 21  | 31   |
| pro-mig (mínima) °C | 3   | 6   | 12  | 17  | 22  | 27  | 27  | 26  | 23  | 16  | 9   | 4   | 16   |
| Pluja (Cm)          | 1.6 | 2.1 | 4.1 | 2.4 | 1.9 | 1.8 | 7.6 | 11  | 4.5 | 0.7 | 0.1 | 0.9 | 38.5 |
| Source: Weatherbase |     |     |     |     |     |     |     |     |     |     |     |     |      |

## Història
El territori fou colonitzar el segle xv pels jats emigrats des del sud, seguits dels balutxis que van arribar sota grans bandes manades per caps reconeguts i que com a casta militar es van imposar als jats que foren cultivadors. Van fundar Karor, Bhakkar, i Leiah. A l'inici del segle xvii Jaskani Baloch regia entre l'Indus i el Chenab i de Bhakkar a Leiah, amb capital a Mankera. Al nord els primitius habitants foren els awans expulsats a les muntanyes de la Sal per una emigració dels niazai al segle XVI; els gakhars van exercir el domini sobre Mianwali i el seu entorn com a feudataris dels mogols des del temps de Baber fins al 1748 quan foren expulsats per un exèrcit afganès (durrani); la resta del districte va passar als durranis el 1756. A finals del segle el poder va passar al nawab Muhammad Khan Sadozai, el successor del qual va annexionar Isa Khel el 1818. La part del Cis-Indus fou ocupada pels sikhs el 1822 després de la caiguda de Mankera, i la d'Isa Khel el 1836. En la segona Guerra Sikh, Sir H. Edwardes va reclutar una milícia local a Leiah, que va participar en el setge de Multan.
El 1849 va passar als britànics amb tot el Panjab i la part Cis-Indus del futur districte, junt amb el tahsil de Sanawan (Kot Adu) procedent del districte de Muzaffargarh, van formar el districte de Leiah; Isa Khel va formar part del districte de Dera Ismail Khan.
El 1857 un intent de revolta de la cavalleria indígena a Mianwali fou reprimit ràpidament. El 1859 el tahsil de Sanawan fou traslladat altre cop a Muzaffargarh i el 1861 el districte de Leiah fou abolit i els tahsils de Leiah i Bhakkar foren agregats al districte de Dera Ismail Khan, mentre els de Mianwali i Isa Khel foren agregats al districte de Bannu. El 1901 quan es va formar la Província de la Frontera del Nord-oest el districte de Bannu hi fou agregat i llavors es va restaurar l'antic districte de Leiah però sense el tehsil de Sanawan i amb el d'Isa Khel, i la capital es va establir a Mianwali agafant el districte aquest nom (9 de novembre de 1901) restant dins la província del Panjab i ara a la divisió de Multan (abans el territori estava dins de la divisió de Dera Ismail Khan). Incloia com a poblacions principals Mianwali, Isa Khel, Kalabagh i Kundian, i el formaven quatre tehsils: Isa Khel, Mianwali, Bhakkar i Layyah o Leiah. Aquest darrer tehsil fou agregat al districte de Muzaffargarh el 1909
Durant el període britànic (1901-1947) el districte mesurava 20.243 km²; tres quartes parts eren els tehsils de
Mianwali, Bhakkar i Leiah o Layyah a l'est del riu Indus; a l'oest del riu el tehsil d'Isa Kehl, l'únic territori de població paixtu dins el Panjab. La població el 1901 era de 424.588 habitants. La mateixa zona el 1881 (quan el districte no existia) tenia 365.621 habitants arribant als 400.477 el 1891. El 1901 tenia 5 ciutats i 426 pobles. Les municipalitats eren Isa Khel, Kalabagh, Bhakkar, Leiah, Karor i Mianwali. El tehsils eren els quatre quatre distribuïts en dues subdivisións: Mianwali (Mianwali i Isa Khel) i Bhakkar (Bhakkar i Leiah). La població era en un 87% musulmana (hindús 50.202, sikhs 2.633); les llengües eren el panjabi i el paixtu. La casta principal eren els jats agricultors (32%). Els paixtus eren 47.000, els balutxis 27.000, els awans 23.000 i els rajputs 6.000. El tahsil de Mianwali tenia una superfície de 3.828 km² i una població de 111.883 habitants el 1901 i tebia una ciutat Mianwali (3.591 habitants, la capital) i 69 pobles
Després de la independència el districte fou agregat a la divisió de Sargodha el 1961; el 1982 Bhakkar va formar un districte separat dins la mateixa divisió. Les divisions foren abolides el 2000 i els districtes van incrementar els seus poders administratius.